# Swept Away (album Diana Ross)
Swept Away è un album della cantante statunitense Diana Ross, pubblicato dalle etichetta discografiche Capitol (Europa) e RCA (Nord America) nel 1984.
L'album è disponibile su long playing, musicassetta e compact disc.
Dal disco vengono tratti i singoli All of You, Swept Away (questi due pubblicati in anticipo rispetto all'album), Missing You e Telephone (quest'ultimo uscito nell'anno seguente).

## Tracce

### Lato A
1. Missing You
2. Touch by Touch
3. Rescue Me
4. It's Your Move
5. Swept Away

### Lato B
1. Telephone
2. Nobody Makes Me Crazy (Like You Do)
3. All of You (con Julio Iglesias)
4. We Are the Children of the World
5. Forever Young